# Свет није довољан
Свет није довољан (енгл. The World Is Not Enough) је шпијунски филм из 1999. године и деветнаести у серији Џејмс Бонд британског продуцента Eon Productions-а, као и трећи у ком глуми Пирс Броснан као измишњени агент MI6-а, Џејмс Бонд. Филм је режирао Мајкл Аптед, са оригиналном причом и сценаријом Нила Первиса, Роберта Вејда и Бруса Фејрштајна. Продуцирали су га Мајкл Вилсон и Барбара Броколи. Наслов је преузет из превода мота на измишљеном грбу породице Бонд, први пут виђеног у роману У служби Њеног величанства.
Радња филма се врти око убиства милијардера, сер Роберта Кинга, од стране терористе, Ренарда, и Бондовог каснијег задатка да заштити Кингову ћерку, Електру, коју је Ренард раније држао ради откупнине. Током свог задатка, Бонд открива шему за повећање цена нафте изазивањем нуклеарног топљења у водама Истанбула.
Филм је снимљен у Шпанији, Француској, Азербејџану, Турској и УК, са ентеријерима снимљеним у Pinewood Studios-у. Упркос мешовитим критикама, с обзиром да су радња и глума Дениз Ричардс често на мети критика, Свет није довољан зарадило је 361,8 милиона долара широм света. Такође је био први филм Бонд продуцента Eon-а који је званично издат под ознаком Metro-Goldwyn-Mayer уместо United Artists, првобитног власника и дистрибутера филмске франшизе.

## Радња
Британски нафтни тајкун и пријатељ Ем, сер Роберт Кинг, убијен је у нападу на седиште МИ6-а од стране агента који ради за Ренарда, међународног терористе. Ем задужује Џејмса Бонда да штити Кингову кћер, Електру Кинг, од Ренарда, који ју је једном отео. Она преузима контролу над очевим нафтним бизнисом, па тако и над нафтоводом кроз Кавказ, од Каспијског језера до обале Турске на Медитерану.
Пре догађаја у филму, Ем је послала агента 009 да ликвидира Ренарда. 009 није успио, само ранивши Ренарда метком који је остао у његовом мозгу. Метак се полако помиче према кори великог мозга. Како се помиче, елиминише његове осећаје за бол. Ово ће му полако давати снагу, али ће га неминовно убити. Ренард украде већи број пројектила пуњених плутонијем из бивше руске ракетне базе у Казахстану, где сусреће Бонда. 
Након што Бонд побегне из минираног силоса са америчком нуклеарном физичарком Крисмас Џоунс, двојац се враћа до Кинговог нафтовода, где откривају како је Ренард поставио нуклеарну бомбу у део нафтовода која јури према нафтном терминалу. Улазе у нафтовод како би деактивирали бомбу, али откривају како је Ренард употребио само део плутонијума. 
Бонд пушта да бомба експлодира, што разљути Крисмос Џоунс. Он и Џоунс искачу из нафотвода неколико секунди пре експлозије и преживљавају. Након што је Бонд радијом јавио да је преживео, открива како је Ем отета. Бонд закључи како Електра сарађује са Ренардом; Ренард је отео руску нуклеарну подморницу. Кад се Бонд супротставио Електри, открива како је она током заробљеништва склопила професионални и љубавни савез с њим. Њихов план је оптеретити нуклеарни реактор подморнице преосталим плутонијем, што би изазвало отапање језгре, убило хиљаде људи и контаминирало Босфор неколико десетљећа. То би зауставило дотадашњи транспорт нафте из Каспијског језера преко постојеће руте на танкерима. Једина алтернатива био би Електрин нафтовод. 
Бонд се удружује са Валентином Жуковским како би пронашао Електру и Ренарда. Један од Жуковсковљевих најоданијих људи, Бул, поставља бомбу у шефову собу; Бонд, Жуковски и др Џоунс нису теже озлеђени, али их заробљава Електра. Бонд је одведен у скровиште Кингових, где га Електра почиње мучити. „Могла сам ти дати свет“, заводи га она. „Свет није довољан“, одговара Бонд. Крисмос Џоунс је одведена на Ренардову подморницу. Жуковски долази у Електрино скровиште, захтевајући да чује где је отета подморница; његов нећак Николај је капетан. Видевши нећакову капу на столу, схвата да је мртав. Електра упуца Валентина и настави мучити Бонда. Пре смрти, Жуковски погађа један од окова којим је причвршћена справа за мучење Бонда. Бонд бежи и полази у потеру за Електром по њеном седишту, зауставивши се како би ослободио Ем. Бонд хвата Електру и убија је. 
Бонд улази у подморницу и након кратког обрачуна са Ренардовим људима, саботира контроле и потапа подморницу на дно канала. Почиње кратки обрачун са Ренардом. Бонд удара Ренарда у различите делове тијела, али Ренард не осећа ударце. Ипак, Бонд успијева надјачати Ренарда набовши га на исте шипке плутонијума којима је хтио проузрочити отапање језгре. Међутим, испоставља се да је прекасно за спречавање мање експлозије у реактору. Бонд и др Џоунс успевају побећи на површину пре експлозије. Касније, МИ6 покушава лоцирати Бонда топлотним сателитом и проналазе Бонда и Крисмос Џоунс у компромитирајућем положају.

## Улоге
| Глумац                  | Улога                 |
| ----------------------- | --------------------- |
| Пирс Броснан            | Џејмс Бонд            |
| Софи Марсо              | Електра Кинг          |
| Роберт Карлајл          | Виктор Зокас / Ренард |
| Дениз Ричардс           | Др Крисмас Џоунс      |
| Роби Колтрејн           | Валентин Жуковски     |
| Џуди Денч               | М                     |
| Дезмонд Левелин         | Кју                   |
| Џон Клиз                | Ар                    |
| Саманта Бонд            | Госпођица Манипени    |
| Дејвид Колдер           | Сер Роберт Кинг       |
| Мајкл Кичен             | Бил Танер             |
| Колин Салмон            | Чарлс Робинсон        |
| Клауд-Оливер Рудолф     | Пуковник Акакијевич   |
| Улрих Томсен            | Давидов               |
| Марија Грација Кучинота |                       |

## Зарада
- Зарада у САД - 126.943.684 $
- Зарада у иностранству - 234.888.716 $
- Зарада у свету - 361.832.400 $